# Seznam nejsledovanějších videí na YouTube

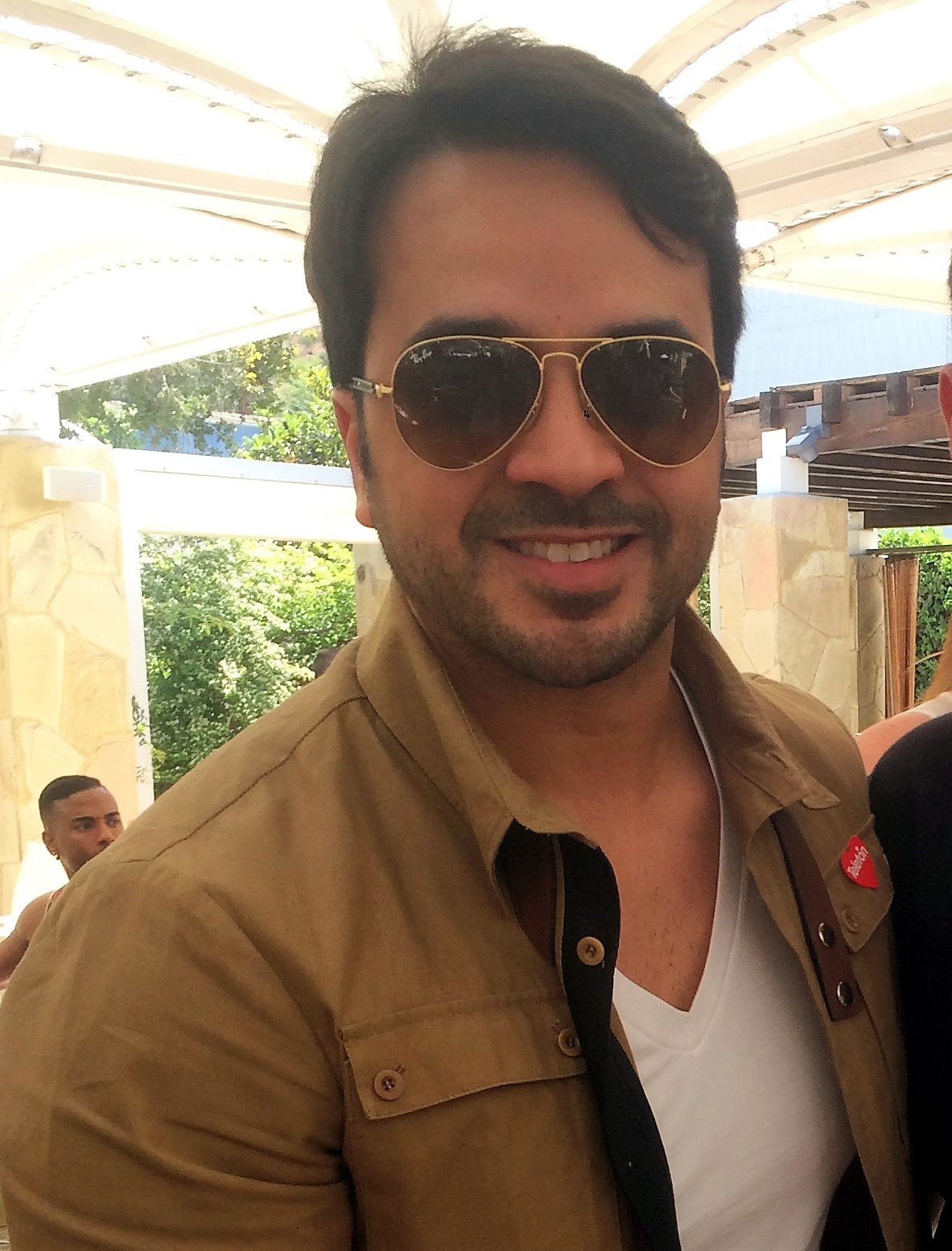
Luis Fonsi autor písně Despacito, která je druhým nejsledovanějším videem na YouTube s více než 7 miliardou přehrání k červnu 2020.

YouTube je americká webová stránka určená k šíření videí se sídlem v San Bruno v Kalifornii. Byla založena v roce 2005 Stevem Chenem, Chadem Hurleym a Jawedem Karimem. Posledním z jmenovaných bylo nahráno na stránku první video s názvem Me at the zoo v dubnu roku 2005. Přesto, že z počátku byla nejvíce sledovaná virální videa jako Evolution of Dance a Charlie Bit My Finger, později se nejvíce sledovanými videi staly hudební klipy. V listopadu roku 2005 reklama Nike s brazilským fotbalovým hráčem Ronaldinhem dosáhla, jako první video na YouTube, milionu zhlédnutí.

## Milník miliardy zhlédnutí
V prosinci 2012 se video Gangnam Style stalo prvním videem, které dosáhlo miliardy zhlédnutí. V březnu 2014 se podařilo překonat tuto laťku hudebnímu klipu Baby. Do října 2015 se podařilo překonat milník celkem deseti videím. K únoru 2018 to bylo již videí 100. Prvenství starších videí, která byla vydána před vznikem YouTube, ale byla následně přidána:
- November Rain od Guns N' Roses se stalo prvním videem natočeným před vytvořením YouTube, které dosáhlo 1 miliardu zhlédnutí do července 2018.
- Numb od Linkin Park bylo první video ze začátku tisíciletí, které předcházelo službě YouTube. V listopadu 2018 dosáhlo 1 miliardy zhlédnutí.
- Bohemian Rhapsody od Queen bylo prvním videem ze sedmdesátých let, které v červenci 2019 dosáhlo 1 miliardy zobrazení.
- Sweet Child o 'Mine od Guns N' Roses bylo první video z osmdesátých let, které v říjnu 2019 dosáhlo 1 miliardy zhlédnutí.

## Nejsledovanější videa
Následující tabulka obsahuje 30 nejvíce sledovaných videí na YouTube se zaokrouhlením na setiny miliardy.
| #                        | Název videa                                 | Autor videa                                   | Počet zhlédnutí (v miliardách) | Datum nahrání      |
| ------------------------ | ------------------------------------------- | --------------------------------------------- | ------------------------------ | ------------------ |
| 1.                       | „Baby Shark Dance“                          | Pinkfong Kids' Songs & Stories                | 15,77                          | 18. června 2016    |
| 2.                       | „Despacito“                                 | Luis Fonsi featuring Daddy Yankee             | 8,68                           | 13. ledna 2017     |
| 3.                       | „Wheels on the Bus“                         | Cocomelon Nursery Rhymes                      | 7,32                           | 24. května 2018    |
| 4.                       | „Bath Song"“                                | Cocomelon Nursery Rhymes                      | 7,05                           | 2. května 2018     |
| 5.                       | „Johny Johny Yes Papa“                      | LooLoo Kids                                   | 7,03                           | 10. srpna 2016     |
| 6.                       | „See You Again“                             | Wiz Khalifa featuring Charlie Puth            | 6,62                           | 6. dubna 2015      |
| 7.                       | „Shape of You“                              | Ed Sheeran                                    | 6,43                           | 30. ledna 2017     |
| 8.                       | „Phonics Song with Two Words“               | ChuChu TV                                     | 6,38                           | 6. března 2014     |
| 9.                       | „Gangnam Style“                             | PSY                                           | 5,53                           | 15. července 2012  |
| 10.                      | „Uptown Funk“                               | Mark Ronson ft. Bruno Mars                    | 5,52                           | 19. listopadu 2014 |
| 11.                      | „Learning Colors - Colorful Eggs on a Farm“ | Miroshka TV                                   | 5,24                           | 27. února 2018     |
| 12.                      | „Crazy Frog - Axel F                        | Crazy Frog                                    | 5,13                           | 16. června 2009    |
| 13.                      | „Dame Tu Cosita“                            | El Chombo ft. Cutty Ranks                     | 5,01                           | 5. dubna 2018      |
| 14.                      | Masha and the Bear – „Recipe for Disaster“  | Get Movies                                    | 4,63                           | 31. ledna 2012     |
| 15.                      | „Shree Hanuman Chalisa“                     | T-Series                                      | 4,49                           | 10. května 2011    |
| 16.                      | „Baa Baa Black Sheep“                       | Cocomelon Nursery Rhymes                      | 4,42                           | 25. června 2018    |
| 17.                      | „Lakdi Ki Kathi“                            | Jingle Toons                                  | 4,39                           | 14. června 2018    |
| 18.                      | „Sugar“                                     | Maroon 5                                      | 4,21                           | 14. ledna 2015     |
| 19.                      | „Waka Waka (This Time for Africa)“          | Shakira ft. Freshlyground                     | 4,20                           | 4. června 2010     |
| 20.                      | "Humpty the train on a fruits ride"         | Kiddiestv Hindi – Nursery Rhymes & Kids Songs | 4,14                           | 26. ledna 2018     |
| 21.                      | „Counting Stars“                            | OneRepublic                                   | 4,13                           | 31. května 2013    |
| 22.                      | „Roar“                                      | Katy Perry                                    | 4,12                           | 5. září 2013       |
| 23.                      | „Dark Horse“                                | Katy Perry ft. Juicy J                        | 3,948                          | 20. února 2014     |
| 24.                      | „Sorry“                                     | Justin Bieber                                 | 3,943                          | 22. října 2015     |
| 25.                      | „Perfect“                                   | Ed Sheeran                                    | 3,91                           | 9. listopadu 2017  |
| 26.                      | „Thinking Out Loud“                         | Ed Sheeran                                    | 3,86                           | 7. října 2014      |
| 27.                      | „Baby Shark"                                | Cocomelon Nursery Rhymes                      | 3,81                           | 21. listopadu 2017 |
| 28.                      | „Girls Like You“                            | Maroon 5 ft. Cardi B                          | 3,80                           | 31. května 2018    |
| 29.                      | „Let Her Go“                                | Passenger                                     | 3,79                           | 25. července 2012  |
| 30.                      | „Faded“                                     | Alan Walker                                   | 3,79                           | 3. ledna 2015      |
| Aktuální k 1. dubnu 2025 |                                             |                                               |                                |                    |